# Anillidris bruchi
Anillidris bruchi és una espècie de formiga de la subfamília dels dolicoderins (Dolichoderinae), l'única del gènere Anillidris . Durant llarg temps aquest gènere era inclòs com un sinònim del gènere Linepithema, però va ser recuperat per Shattuck (1992).